# サイドカッター
サイドカッターとは、正面と側面に切れ刃をもつフライスである。金属などを切削加工するフライス盤に取り付けて使う、主に横型フライス盤で溝加工に使用されるが、シャンクを取り付ければ、縦型フライス盤でも使用できる。
家庭用のミシンに取り付けて、布端のほつれを防ぐために、裁ち目かがりをするためのカッターのこともサイドカッターという。